# Megachile clio
Megachile clio är en biart som beskrevs av Heinrich Friese 1903. Megachile clio ingår i släktet tapetserarbin, och familjen buksamlarbin. Inga underarter finns listade i Catalogue of Life.